# 埃德林雪原
埃德林雪原（英語：Edlin Névé），是南極洲的雪原，位於維多利亞地的彭內爾海岸，處於鮑爾斯山脈，由新西蘭探險隊命名，現時由南極條約體系管理。